# Condado de Kalamazoo
El condado de Kalamazoo (en inglés: Kalamazoo County, Míchigan), fundado en 1830, es uno de los 83 condados del estado estadounidense de Míchigan. En el año 2000 tenía una población de 238.603 habitantes con una densidad poblacional de 164 personas por km². La sede del condado es Kalamazoo.

## Geografía
Según la Oficina del Censo, el condado tiene un área total de 1502 km² (579,9 mi²), de la cual 1456 km² (562,2 mi²) es tierra y 47 km² (18,1 mi²) es agua.

## Condados adyacentes
- Condado de Barry noreste
- Condado de Allegan noroeste
- Condado de Calhoun este
- Condado de Van Buren oeste
- Condado de Branch sureste
- Condado de St. Joseph sur
- Condado de Cass suroeste

## Demografía
En el 2000 la renta per cápita promedia del condado era de $42,022, y el ingreso promedio para una familia era de $53,953. El ingreso per cápita para el condado era de $21,739. En 2000 los hombres tenían un ingreso per cápita de $39,611 frente a los $27,965 que percibían las mujeres. Alrededor del 12.00% de la población estaba bajo el umbral de pobreza nacional.
| 1840  | 1850   | 1860   | 1870   | 1880   | 1890   | 1900   | 1910   | 1920   | 1930   | 1940    | 1950    | 1960    | 1970    | 1980    | 1990    | 2000    | Est.2005 |
| ----- | ------ | ------ | ------ | ------ | ------ | ------ | ------ | ------ | ------ | ------- | ------- | ------- | ------- | ------- | ------- | ------- | -------- |
| 7.380 | 13.179 | 24.646 | 32.054 | 34.342 | 39.273 | 44.310 | 60.327 | 71.225 | 91.368 | 100.085 | 126.707 | 169.712 | 201.550 | 212.318 | 223.411 | 238.603 | 240.720  |

## Lugares

### Ciudades
- Galesburg
- Kalamazoo
- Parchment
- Portage

### Villas
- Augusta
- Climax
- Richland
- Schoolcraft
- Vicksburg

### Lugares designados por el censo
- Comstock Northwest
- Eastwood
- South Gull Lake
- Westwood

### Comunidades no incorporadas
- Greater Galesburg

### Municipios
| - Municipio de Álamo - Municipio de Brady - Municipio de Charleston - Municipio de Climax - Municipio de Comstock Charter | - Municipio de Cooper Charter - Municipio de Kalamazoo Charter - Municipio de Oshtemo Charter - Municipio de Pavilion - Municipio de Prairie Ronde | - Municipio de Richland - Municipio de Ross - Municipio de Schoolcraft - Municipio de Texas Charter - Municipio de Wakeshma |

### Principales carreteras
- I-94
- I-94 Business Loop
- US-131
- BUS US 131

- M-43
- M-89
- M-96
- A-45